# 相馬眼
相馬眼（そうまがん）または相馬術とは、競走、馬術、軍役、使役などに供される馬の能力・資質を見抜くことができる見識・技術を指す言葉である。

## 概要
紀元前から近代の産業革命に至るまで、馬は交通、運輸、軍事など様々な場面において重要な位置を占めており、その資質を見極める目を持つこともまた重要視されてきた。史上には馬の繁殖・調教に特化した役所が設置された例が多くあり、ゆえに為政者が優れた相馬眼の持ち主を迎え入れる例もあった。こうした者の中では、中国の春秋時代に秦の穆公（ぼくこう）に仕えた伯楽が知られる。伯楽はその優れた相馬眼から天馬の守護星である「伯楽」が通称となり、相馬に関する様々な逸話が伝えられている。「相馬眼に優れた者」転じて「人を見る目を持つ者」を指す言葉「名伯楽」は伯楽に由来したものである。唐代の詩人の韓愈が眼のある者の重要性を説いた「世に伯楽有り、然る後に千里馬有り。千里馬は常に有れども、伯楽は常には有らず（世有伯楽 然後有千里馬 千里馬常有 而伯楽不常有）」という一節もよく知られる。
近代以降になると競馬、競技としての馬術が普及する。競走馬・馬術競技馬は、最上の血統であれば非常に高価なものとなる反面、必ずしも価格通りの成績を残さない例も多々あるため、購買の際にその実質を見極めることが重要視される。

## 相馬の着眼点
優れた相馬眼を持つとされる人々が具体的にどの点を見ているのかは千差万別であるが、一般的には、馬体の骨格や歩行動作、顔つき、筋肉の付き方、馬の性格等を総合的に判断していると言われる。しかしながら、最終的な判断においては、自身の経験に基づく直感に頼る場合も多く、優れた相馬眼を持つと言われる人達は、この直感が非常に秀でているとされる。そのため、自身が選択した馬の選択理由を口頭で表現しづらい事も多いという。この事を逆手に取り虚言をもって自身に相馬眼があると吹聴する詐欺師紛いの行為を行う者も存在する。一方で現代の競走馬については、近親繁殖を繰り返し遺伝構成がどの馬も似通っているため、その外見からは能力を判断できないとする意見もあり（実際の外見は千差万別）、動物行動学者のデズモンド・モリスは「栄光と屈辱を分ける決定的な要因は、個々の循環器系の効率である。違いの秘密は外見では分からない内臓にある」としている。